# Tillandsia glabrior
Tillandsia glabrior es una especie de planta epífita dentro del género  Tillandsia, perteneciente a la  familia de las bromeliáceas. Es originaria de México. 

## Taxonomía
Tillandsia glabrior fue descrita por (L.B.Sm.) López-Ferr., Espejo & I.Ramírez y publicado en Selbyana 25(1): 60. 2004.
Etimología
Tillandsia: nombre genérico que fue nombrado por Carlos Linneo en 1738 en honor al médico y botánico finlandés Dr. Elias Tillandz (originalmente Tillander) (1640-1693).
glabrior: epíteto latíno que significa "sin pelo, calvo"
Sinonimia
- Tillandsia pueblensis var. glabrior L.B.Sm.
- Tillandsia schiedeana subsp. glabrior (L.B.Sm.) C.S.Gardner
- Tillandsia schiedeana var. totolapanensis W.Weber & Ehlers[3][4]